# Jeremias Wøldike (præst)
 Der er flere personer med dette navn, se Jeremias Wøldike.
Jeremias Wøldike (5. juni 1819 Fåborg - 2. april 1887 Kværndrup) var en dansk frugtavler, præst og provst, som var medstifter af Almindelig Dansk Gartnerforening og dets første æresmedlem. Han opformerede og udbredte det såkaldte Skovfogedæblet fra Lou.
Interessen for frugtavl havde han fra sin far Peder Wøldike, der bl.a. var præst i Hammer Sogn på Sydsjælland.
I en aprilstorm i 1827 blæste 7 af præstegårdens største og ældste frugttræer omkuld. I hemmelighed lærte degnen den unge dreng at pode og 12 år gammel kunne han høste æbler af de de første træer han selv havde podet.
Som dreng og under sine studier foretog Jeremias lange ture i Sydsjællands skove og fik af en skovfoged forevist et vildt træ, der bar særlig smukke og røde frugter. Dette formerede han og udbredte siden under navn af Skovfogedæblet fra Lou - et kendt, meget udbredt og skattet æble.
Jeremias blev 1838 student fra Vordingborg, 1843 teologisk kandidat, derefter huslærer på Møn og kapellan et par steder, 1849 sognepræst i Skelby-Gedesby på Sydfalster, 1860 i Øster Hornum i Himmerland og 1879 sognepræst (senere provst) i Kværndrup på Fyn.
Overalt, hvor han kom hen, helligede han sig frugtavlen. På Møn såede han æblekærner, i Øster Hornum anlagde han en anselig frugtplantage, der 1879 rummede ikke mindre end 278 æble-, 243 pære-, 38 blomme- og 40 kirsebærsorter m. m.
Som forfatter virkede han kun i det små ved trykte bidrag i Dansk Havetidende og Bredsteds Pomologi (I-III, 1890-96), men i manuskriptform overlod han pomologen C. Matthiesen sit Pomologiske Levnedsløb, og andet manuskriptmateriale, som findes i Almindelig Dansk Gartnerforenings arkiv.

## Familieforhold
Jeremias Wøldike var opkaldt efter sin farfar professor i matematik ved Københavns Universitet Jeremias Wøldike og søn af sognepræst Peder Rosenstand Wøldike og hustru Dorothea Elisabeth Holst, som virkede i Hammer og senere i Tårnby.
Han blev 1854 gift med kusinen Georgine Cathrine Holst (1824-1859), en præstedatter fra Møn og som enkemand 1876 gift med en anden kusine Elise Marie Møller Holst (1833-1908), som var præstedatter fra Sydlolland. Deres fælles bedstefar Christen Mortensen Møller Holst var præst i Sorø og Randers og provst for Støvring Herred.